# گوستاوو سا
گوستاوو سا (انگلیسی: Gustavo Sá؛ زادهٔ ۱۱ نوامبر ۲۰۰۴) بازیکن فوتبال اهل پرتغال است که در حال حاضر برای باشگاه فوتبال فامالیکاو بازی می‌کند. 
وی همچنین در تیم‌های ملی فوتبال زیر ۱۸ سال پرتغال، زیر ۱۹ سال پرتغال و زیر ۲۰ سال پرتغال بازی کرده است.